# Zwemmen op de Olympische Zomerspelen 2012 – 4×100 meter vrije slag vrouwen
De 4×100 meter vrije slag vrouwen op de Olympische Zomerspelen 2012 vond plaats op 28 juli 2012, series en finale. Omdat het zwembad waarin de wedstrijd gehouden werd 50 meter lang is, bestond de race uit acht baantjes. Na afloop van de series kwalificeerden de acht snelste ploegen zich voor de finale. Regerend olympisch kampioen was Nederland.

## Records
Voorafgaand aan het toernooi waren dit het wereldrecord en het olympisch record.
| Wereldrecord     | Nederland Inge Dekker Ranomi Kromowidjojo Femke Heemskerk Marleen Veldhuis | 3.31,72 | Rome   | 26 juli 2009     |
| Olympisch record | Nederland Inge Dekker Ranomi Kromowidjojo Femke Heemskerk Marleen Veldhuis | 3.33,76 | Peking | 10 augustus 2008 |

## Uitslagen

### Series
| Rang | Namen                                                                       | Land             | Tijd    | Serie | Baan | Bijz. |
| ---- | --------------------------------------------------------------------------- | ---------------- | ------- | ----- | ---- | ----- |
| 1    | Emily Seebohm Brittany Elmslie Yolane Kukla Libby Trickett                  | Australië        | 3.36,34 | 2     | 3    | Q     |
| 2    | Lia Neal Amanda Weir Natalie Coughlin Allison Schmitt                       | Verenigde Staten | 3.36,53 | 1     | 4    | Q     |
| 3    | Marleen Veldhuis Inge Dekker Hinkelien Schreuder Femke Heemskerk            | Nederland        | 3.37,76 | 2     | 4    | Q     |
| 4    | Tang Yi Qiu Yuhan Wang Haibing Wang Shijia                                  | China            | 3.37,91 | 1     | 6    | Q     |
| 5    | Haruka Ueda Yayoi Matsumoto Miki Uchida Hanae Ito                           | Japan            | 3.38,06 | 1     | 5    | Q     |
| 6    | Pernille Blume Mie Nielsen Lotte Friis Jeanette Ottesen Gray                | Denemarken       | 3.38,09 | 2     | 2    | Q     |
| 7    | Amy Smith Jessica Lloyd Caitlin McClatchey Rebecca Turner                   | Groot-Brittannië | 3.38,21 | 1     | 2    | Q     |
| 8    | Sarah Sjöström Michelle Coleman Ida Marko-Varga Gabriella Fagundez          | Zweden           | 3.38,21 | 1     | 3    | Q     |
| 9    | Britta Steffen Silke Lippok Lisa Vitting Daniela Schreiber                  | Duitsland        | 3.39,16 | 2     | 5    |       |
| 10   | Veronika Popova Natalja Lovtcova Viktoria Andrejeva Margarita Nesterova     | Rusland          | 3.39,59 | 1     | 7    |       |
| 11   | Victoria Poon Julia Wilkinson Samantha Cheverton Heather MacLean            | Canada           | 3.39,60 | 2     | 6    |       |
| 12   | Alice Mizzau Federica Pellegrini Laura Letrari Erika Ferraioli              | Italië           | 3.39,74 | 2     | 7    |       |
| 13   | Aleksandra Gerasimenia Svitlana Chachlova Aksana Dziamidava Joelia Chitraja | Wit-Rusland      | 3.40,67 | 1     | 8    |       |
| 14   | Tash Hind Penelope Marshall Amaka Gessler Hayley Palmer                     | Nieuw-Zeeland    | 3.42,55 | 2     | 1    |       |
| 15   | Ágnes Mutina Evelyn Verrasztó Eva Risztov Eszter Dara                       | Hongarije        | 3.44,79 | 1     | 1    |       |
| 16   | Theodora Drakou Nery Mantey Niangkouara Theodora Giareni Kristel Vourna     | Griekenland      | 3.45,55 | 2     | 8    |       |

### Finale
| Rang   | Namen                                                              | Land             | Tijd    | Baan | Bijz. |
| ------ | ------------------------------------------------------------------ | ---------------- | ------- | ---- | ----- |
| Goud   | Alicia Coutts Cate Campbell Brittany Elmslie Melanie Schlanger     | Australië        | 3.33.15 | 4    | OR    |
| Zilver | Inge Dekker Marleen Veldhuis Femke Heemskerk Ranomi Kromowidjojo   | Nederland        | 3.33,79 | 3    |       |
| Brons  | Missy Franklin Jessica Hardy Lia Neal Allison Schmitt              | Verenigde Staten | 3.34,24 | 5    |       |
| 4      | Tang Yi Qiu Yuhan Wang Haibing Pang Jiaying                        | China            | 3.36,75 | 6    |       |
| 5      | Amy Smith Francesca Halsall Jessica Lloyd Caitlin McClatchey       | Groot-Brittannië | 3.37,02 | 8    |       |
| 6      | Pernille Blume Mie Nielsen Lotte Friis Jeanette Ottesen Gray       | Denemarken       | 3.37,45 | 7    |       |
| 7      | Haruka Ueda Yayoi Matsumoto Miki Uchida Hanae Ito                  | Japan            | 3.37,96 | 2    |       |
| –      | Michelle Coleman Sarah Sjöström Ida Marko-Varga Gabriella Fagundez | Zweden           |         | 1    | DSQ   |